# Cycle du sélénium

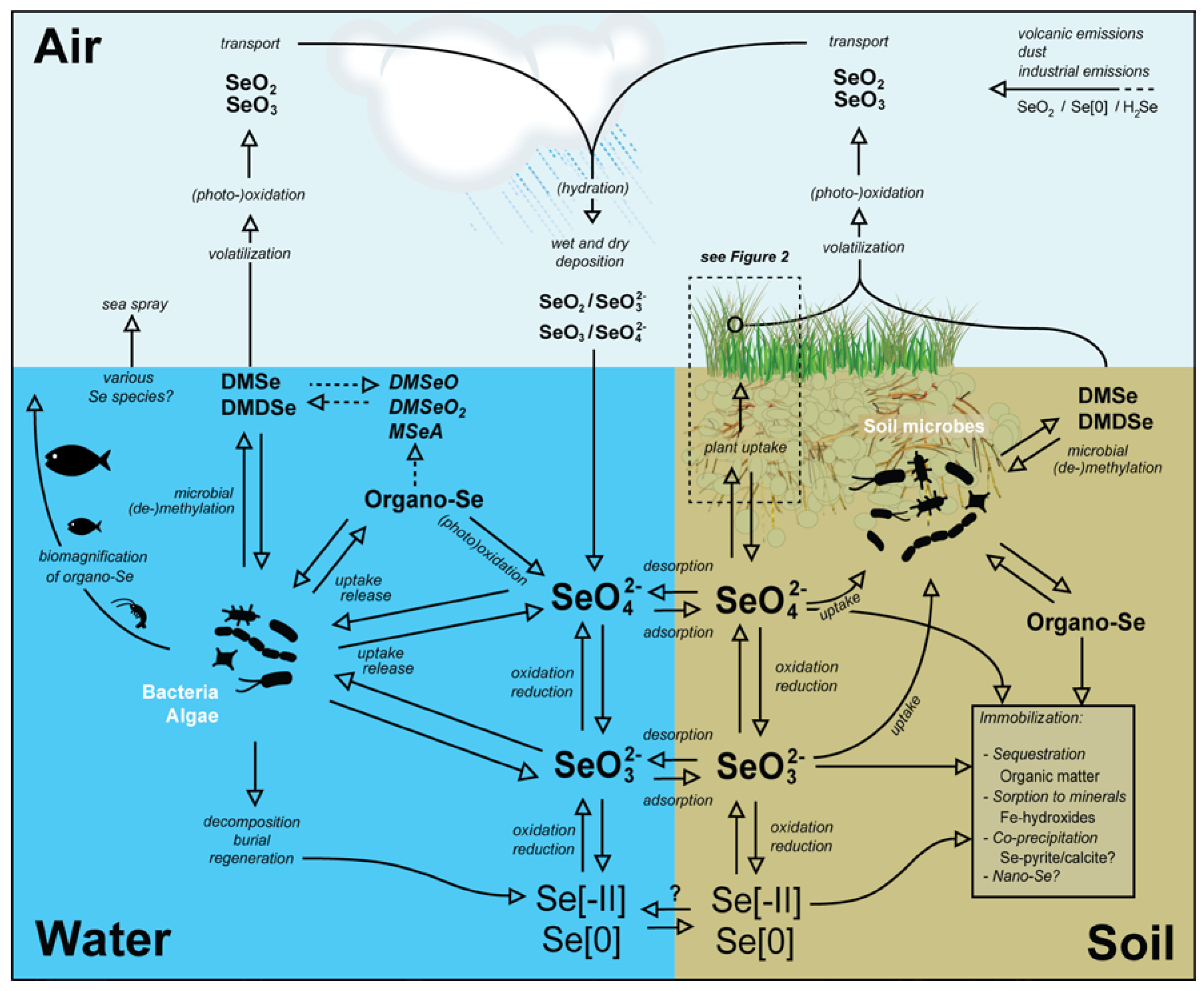
Selenium pathways and transformations Overview of selenium species, pathways and transformations in soil, water, atmosphere and their interfaces. Abiotic and biotic fluxes and transformations are indicated in italics at the corresponding arrows. Potential immobilization processes in soils are listed in the frame-inset.

Le cycle du sélénium est le cycle biogéochimique du sélénium. Dans le cycle, il y a des organismes qui réduisent la forme la plus oxydée de l'élément et différents organismes complètent le cycle en oxydant l'élément réduit à l'état initial.
Dans le cycle du sélénium, on a constaté que les bactéries, les champignons et les plantes, en particulier les espèces d'Astragalus, métabolisent les formes les plus oxydées du sélénium, le sélénate ou le sélénite, en séléniure. On pense également que les microorganismes peuvent être capables d'oxyder le sélénium de valence zéro en sélénium de valence +6.
L'étude des plantes accumulatrices de sélénium apporte la preuve de l'existence d'un cycle du sélénium. Ces plantes se trouvent dans des sols semi-arides et sélénifères. Les plantes biosynthétisent des formes de composés organiques du sélénium et libèrent les composés dans le sol lorsqu'ils se décomposent. Si les composés n'étaient pas oxydés, on observerait une augmentation du sélénium organique, mais le sélénium dans ces régions est principalement inorganique.

## Écosystèmes aquatiques
Le sélénium dissous dans un écosystème aquatique connaît trois destins :
1. il peut être absorbé ou ingéré par les organismes ;
2. il peut se fixer aux solides en suspension ou aux sédiments ; ou
3. il peut rester en solution libre.

Avec le temps, la plus grande partie du sélénium est absorbée par les organismes ou liée à d'autres solides. À mesure que les matières en suspension se déposent, le sélénium s'accumule dans la couche supérieure des sédiments. En raison du flux dynamique dans un écosystème aquatique, le sélénium ne se trouve généralement que temporairement dans les sédiments avant d'être recyclé dans le système.

### Processus d'immobilisation
Le sélénium peut être retiré de l'écosystème et lié dans les sédiments par des processus naturels de réduction chimique et microbienne de la forme sélénate à la forme sélénite. Cette réduction est suivie d'une adsorption sur l'argile, d'une réaction avec les espèces de fer, et d'une coprécipitation ou d'une sédimentation. Une fois que le sélénium est dans le sédiment, d'autres réductions chimiques et microbiennes peuvent se produire, provoquant un sélénium organique, minéral, élémentaire ou adsorbé insoluble. Certaines formes organiques peuvent être libérées dans l'atmosphère par volatilisation, par activité chimique ou microbienne dans l'eau et les sédiments ou par libération directe par les plantes. Les processus d'immobilisation éliminent efficacement le sélénium de l'écosystème, en particulier dans les zones où l'eau est lente ou stagnante.

### Processus de mobilisation
Le sélénium est mis à la disposition de la chaîne alimentaire par le biais de quatre processus d'oxydation et de méthylation. Le premier processus est l'oxydation et la méthylation du sélénium inorganique et organique par les racines des plantes et les microorganismes. Le deuxième processus est le mélange biologique et l'oxydation associée des sédiments provenant du fouissement des invertébrés benthiques et de l'alimentation des poissons et de la faune. Le troisième processus est représenté par le mouvement physique et l'oxydation chimique provenant de la circulation et du mélange de l'eau, comme le courant, le vent, les précipitations et les remontées d'eau. Le quatrième processus est celui de l'oxydation par la photosynthèse végétale.